# Первомайськ (Каракулинський район)
Первома́йськ (рос. Первомайск, удм. Первомайск) — присілок (в минулому виселок) у складі Каракулинського району Удмуртії, Росія.
Населення — 2 особи (2010; 4 у 2002).
Національний склад:
- росіяни — 75 %